# Xerophyllum platycorys
Xerophyllum platycorys is een rechtvleugelig insect uit de familie doornsprinkhanen (Tetrigidae). De wetenschappelijke naam van deze soort is voor het eerst geldig gepubliceerd in 1839 door Westwood.